# Rastríguino
Rastríguino (en rus: Растригино) és un poble de l'óblast de Vladímir, a Rússia, segons el cens del 2010 tenia 37 habitants. Pertany al districte municipal de Gorokhovets.